# Katy Hudson (album)
Katy Hudson je debitantski album američke pjevačice Katy Perry. Album kršćanske glazbe Perry je izdala pod svojim tadašnjim imenom Katy Hudson (prezime je kasnije promijenila u Perry kako bi izbjegla zamjenu s glumicom Kate Hudson). Album je 2001. na tržište izbacila izdavačka kuća Red Hill Records.
Perry je napisala četiri pjesme s albuma, a surađivala je na ostalih šest. Nastupni je singl s albuma bio "Trust In Me".

## Popis pjesama
1. "Trust In Me" – 4:46
2. "Piercing" – 4:06
3. "Search Me"  – 5:00
4. "Last Call" – 3:07
5. "Growing Pains" – 4:05
6. "My Own Monster" – 5:25
7. "Spit" – 5:10
8. "Faith Won't Fail" – 5:14
9. "Naturally" – 4:33
10. "When There's Nothing Left" – 6:45
11. "Naturally (Single Version)"  (Katy Hudson/Scott Faircloff)   5:12